# Перша Курильська протока
50°50′08″ пн. ш. 156°35′05″ сх. д. / 50.835555555556° пн. ш. 156.58472222222° сх. д.
Перша Курильська протока (рос. Первый Курильский пролив, яп. 占守海峡) — протока в Тихому океані, що відокремлює острів Шумшу Курильської гряди від півострова Камчатки (мис Лопатка). Сполучає Охотське море з океаном. Довжина близько 15 км, мінімальна ширина 12 км, глибина у середній частині до 35 м. Названа у середині XVIII століття, коли у практиці російських мореплавців острови Курильської гряди було прийнято позначати порядковими номерами від Першого (сучасний Шумшу) до Дванадцятого (сучасний Кунашир); порядковим номером позначалися і протоки між островами.
З 1875 по 1945 рік протокою проходили російсько- і радянсько-японський кордони. Нині протока знаходиться в акваторіях Сахалінської області та Камчатського краю, Російської Федерації між якими протокою проходить адміністративний кордон.
У протоці розташовуються кекур Одинець, риф Східний, риф Лопатка та мілина Курбатовська. На південному узбережжі виділяються миси Курбатова, Понтарьова, Яукич. У північній частині протоки між рифом Лопатка та Камчаткою знаходиться прохід Камчатський. У протоку впадають річки Кошкіна, Озерна, Болотинка. На південному узбережжі багато підводних та надводних каменів. Протока зазвичай вважається небезпечною для плавання.
Середня величина припливу на берегах протоки 1,0 м. Берег уривистий. На острові Шумшу на березі протоки розташоване нежитлове селище Курбатове, на Камчатці на березі протоки знаходиться село Семенівка.